# Metáfise

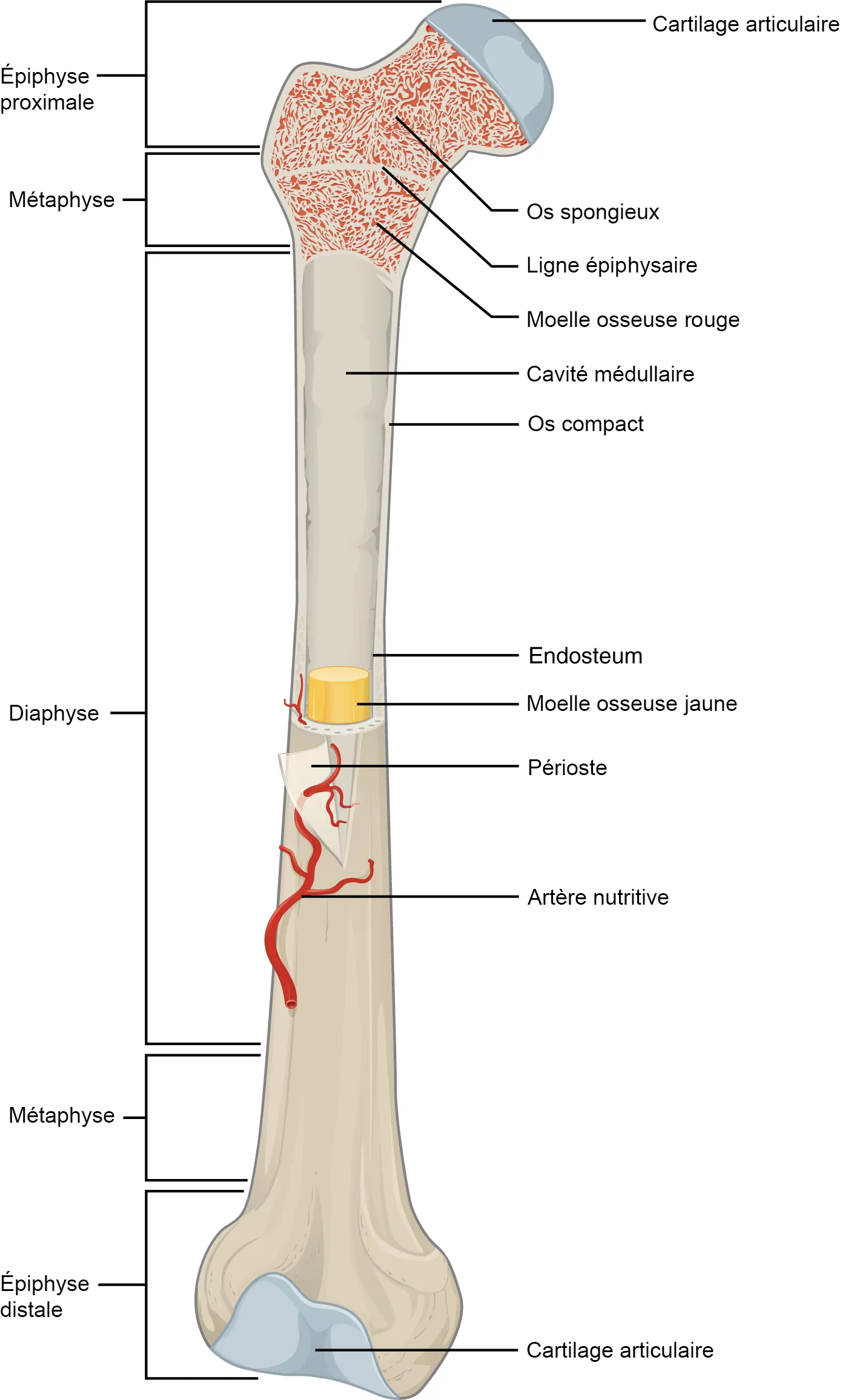
Diagrama que mostra várias partes de um osso, incluindo a metáfise

Em anatomia, metáfise é a porção de um osso longo situada entre a epífise e a diáfise. É ao nível da metáfise que se situa a placa epifisária, onde acontece o crescimento em comprimento do osso durante o desenvolvimento da criança.